# Alfredo Víctor Petit Vergel
Alfredo Víctor Petit Vergel (Havana, 24 de julho de 1936 - 7 de agosto de 2021) foi um ministro católico romano cubano e bispo auxiliar em San Cristóbal de la Habana.
Alfredo Petit Vergel frequentou o Colégio dos Irmãos das Escolas Cristãs de Havana. Em seguida, estudou filosofia no seminário El Buen Pastor, em Havana. Petit Vergel então estudou teologia na Pontifícia Universidade Gregoriana de Roma, graduando-se como licenciado. Durante este tempo foi ex-aluno do Pontifício Colégio Latino-Americano "Pius". Em 23 de dezembro de 1961, na capela do Pontifício Colégio Latino-Americano, Petit Vergel recebeu o Sacramento da Ordem para a Arquidiocese de San Cristóbal de la Habana do Secretário da Congregação para as Missões Extraordinárias da Igreja, Arcebispo da Curial Antonio Samorè.
Depois de retornar à sua terra natal, Alfredo Petit Vergel trabalhou como vigário paroquial na Catedral de San Cristóbal em Havana e na paróquia de Sagrado Corazón em Vedado, bem como capelão da Ação Católica antes de se tornar pároco da paróquia de Salvador del Mundo em Cerro. Ele também ensinou no seminário de San Carlos y San Ambrosio em Havana. Petit Vergel serviu mais tarde como chanceler diocesano, regente do seminário de San Carlos y San Ambrosio, pároco da paróquia de San Francisco de Paula e capelão do Hospital San Francisco de Paula. Desde 1985 foi Vigário Episcopal para a Região Pastoral Central da Arquidiocese de San Cristóbal de la Habana. Em 1988 Alfredo Petit Vergel tornou-se também responsável pela formação dos diáconos permanentes.
Em 16 de novembro de 1991, o Papa João Paulo II o nomeou Bispo Titular de Buslacena e Bispo Auxiliar de San Cristóbal de la Habana. Foi ordenado bispo pelo Arcebispo de San Cristóbal de la Habana, Jaime Ortega, em 12 de janeiro de 1992 na Catedral de San Cristóbal em Havana; Os co-consagradores foram Faustino Sainz Muñoz, Pró-Núncio Apostólico em Cuba, e Pedro Claro Meurice Estiu, Arcebispo de Santiago de Cuba. Seu lema Junto a la cruz de Jesús estaba su madre (“Pela cruz de Jesus estava sua mãe”) vem de Jo 19.25 EU. Como bispo auxiliar, Alfredo Petit Vergel atuou também como vigário episcopal para a região pastoral sul da Arquidiocese de San Cristóbal de la Habana e como juiz no tribunal eclesiástico diocesano. Ele também permaneceu pároco da paróquia de San Francisco de Paula em Havana até 2017. Na Conferência Episcopal Cubana, Petit Vergel foi membro das Comissões para o Diaconato Permanente e para a Doutrina da Fé e do Ecumenismo.
Em 26 de fevereiro de 2016, o Papa Francisco aceitou sua aposentadoria por motivos de idade.